# Smalstaartkathaai
De smalstaartkathaai (Schroederichthys maculatus) is een vissensoort uit de familie van de Atelomycteridae. De wetenschappelijke naam van de soort is voor het eerst geldig gepubliceerd in 1966 door Springer.